# Conte Rosso
Die Conte Rosso war ein 1922 in Dienst gestellter Transatlantik-Passagierdampfer der italienischen Reederei Lloyd Sabaudo, der für den Passagier- und Postverkehr von Italien nach New York gebaut wurde. Sie zählte zu den größten und bemerkenswertesten italienischen Luxusdampfern ihrer Zeit. Am 24. Mai 1941 wurde sie im Dienst als Truppentransporter östlich von Sizilien von dem britischen U-Boot HMS Upholder torpediert und versenkt. Dabei kamen 1291 italienische Besatzungsmitglieder und Soldaten ums Leben.

## Das Schiff

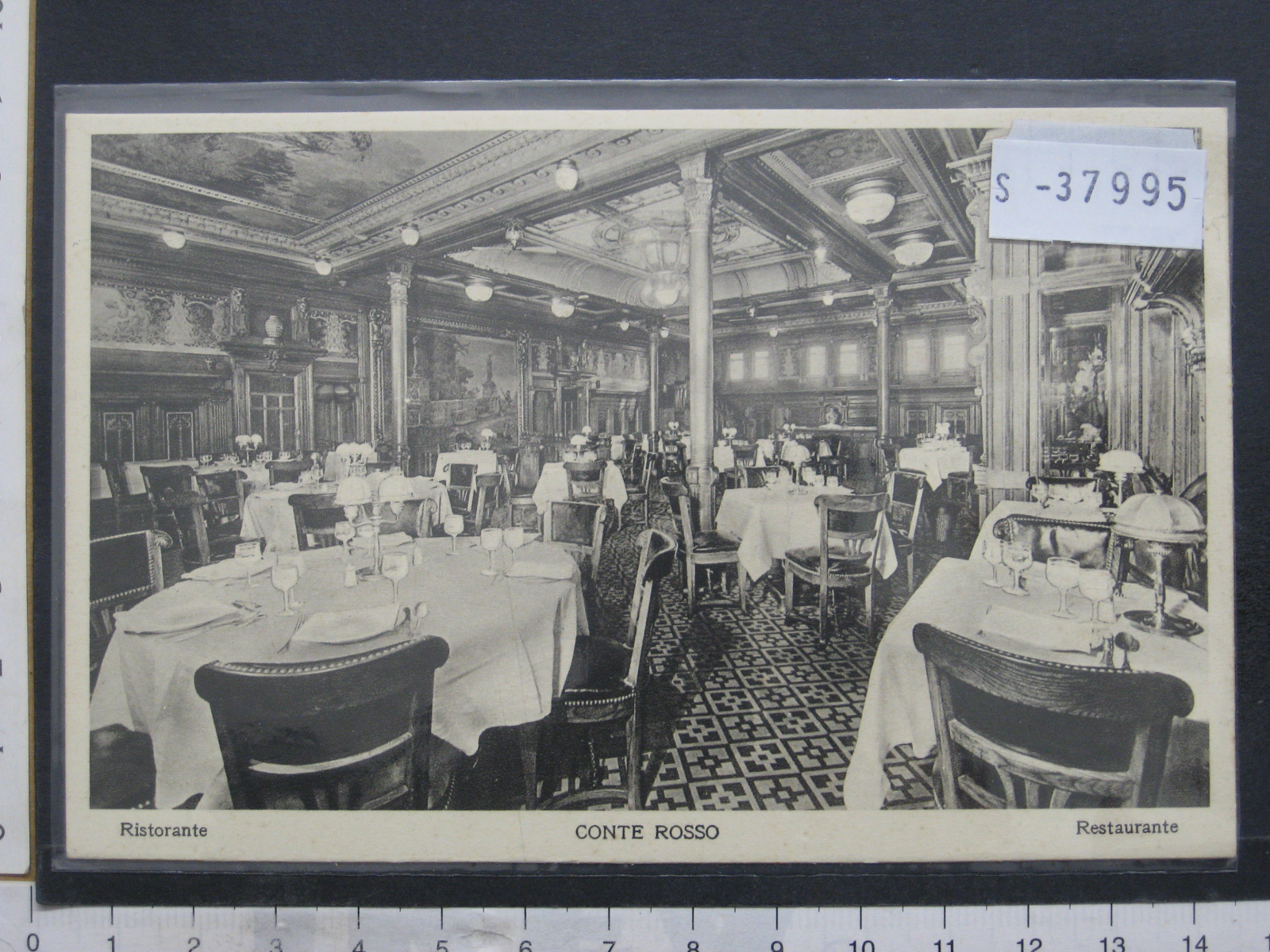
Speisesaal der Conte Rosso.

Das 18.017 BRT große Dampfturbinenschiff Conte Rosso wurde auf der Werft William Beardmore and Company in Dalmuir (Schottland) gebaut und war das bis dahin größte Schiff, das auf dieser Werft entstand. Das 173,80 Meter lange und 22,61 Meter breite Passagierschiff hatte zwei Schornsteine, zwei Masten und zwei Propeller und konnte eine Höchstgeschwindigkeit von 18 Knoten erreichen. An Bord des Luxusliners war Platz für 208 Passagiere der Ersten, 268 der Zweiten und 1890 der Dritten Klasse. Jede der Kabinen war mit fließend kaltem und warmem Wasser, Ventilatoren und Heizungen ausgestattet. Das Schiff war außerdem mit einem durchgehenden Doppelboden, motorbetriebenen Rettungsbooten und einer Funkanlage ausgerüstet.
Die Conte Rosso (zu Deutsch „Roter Graf“, nach Amadeus VII., Graf von Savoyen) wurde nach dem italienischen Adeligen Amadeus VII. aus dem 14. Jahrhundert benannt, der den Beinamen Conte Rosso hatte. Sie hatte ein Schwesterschiff, die 1923 in Dienst gestellte Conte Verde (18.765 BRT), die nach Amadeus VI. benannt wurde, der als „Grüner Graf“ bekannt war. Beide Schiffe zählten zu den ersten großen Transatlantikdampfern, die nach dem  Ersten Weltkrieg gebaut wurden. Sie verfügten zudem über ein Freiluft-Restaurant für ihre Passagiere im vorderen Bereich des Promenadendecks, was zu der Zeit noch sehr ungewöhnlich war. Die Aufenthaltsräume wurden von Künstlern aus Florenz dekoriert. Dazu gehörten ein Musiksalon und eine Bibliothek. Zu den Innovationen gehörte eine dampfbetriebene Wäscherei.

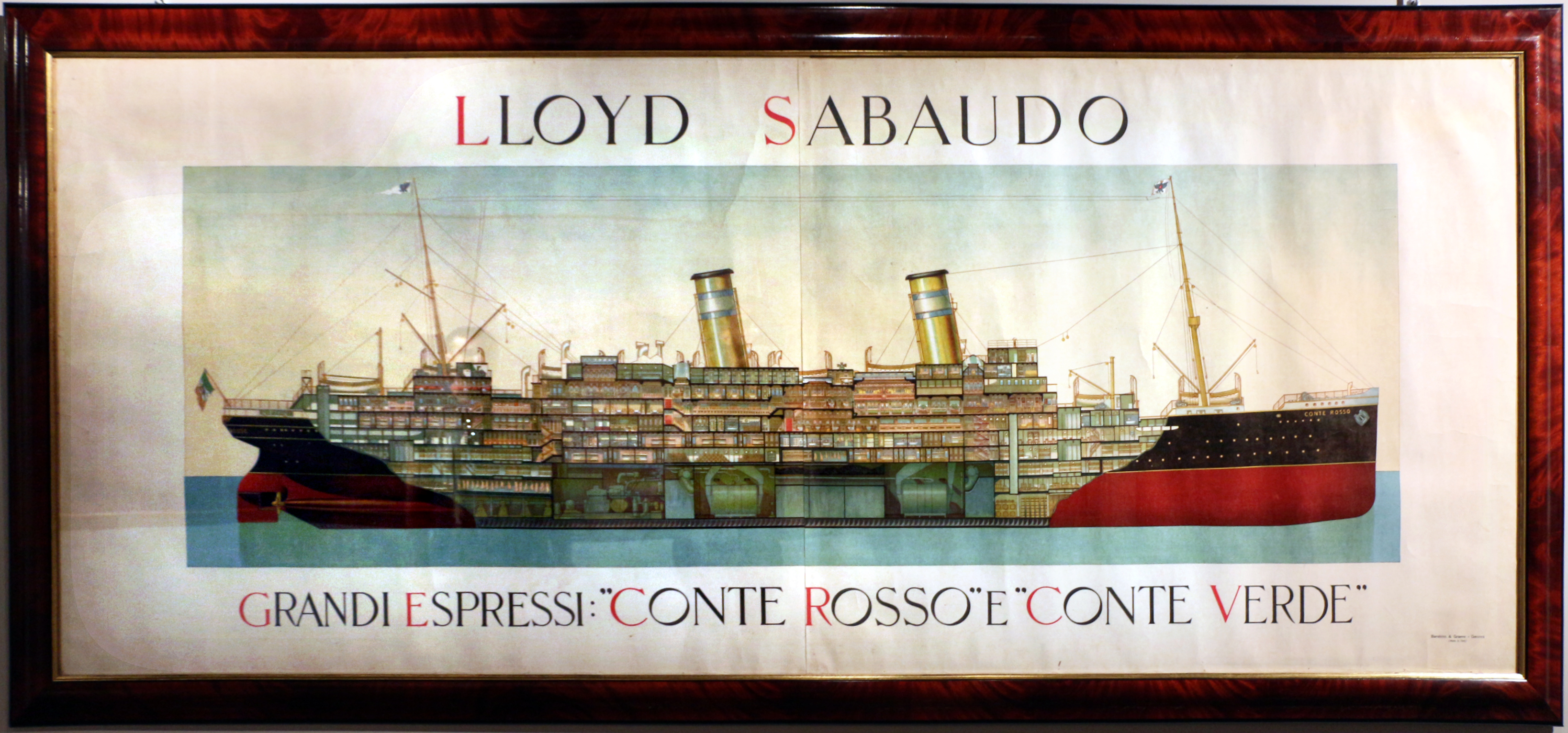
Bauplan der Conte Rosso und der Conte Verde.

Die Conte Rosso lief am 10. Februar 1921 in Dalmuir vom Stapel. Sie blieb dabei auf der Rampe hängen, sodass der Stapellauf erst zwei Wochen später vollendet werden konnte. Am 29. März 1922 lief sie in Genua zu ihrer Jungfernfahrt über Neapel und Montevideo nach Buenos Aires aus. In den Jahren danach pendelte sie zwischen Genua und New York. 1928 wurde sie von der neuen Conte Grande auf der New York-Route ersetzt und fuhr fortan von Italien nach Südamerika. 1932 wurden die größten italienischen Reedereien – die Navigazione Generale Italiana (Hauptsitz in Genua), die Cosulich Società Triestina di Navigazione (Hauptsitz in Triest) und der Lloyd Sabaudo (Hauptsitz in Turin) – durch Benito Mussolini verstaatlicht und zur Società Italia Flotte Riuniti zusammengefasst. Die Flotten dieser Reedereien wurden daher zusammengelegt und die Conte Rosso kam unter neue Eignerschaft.
Sie nahm noch im selben Jahr einen neuen Dienst von Triest über Bombay nach Shanghai auf. Diese Route entwickelte sich ab 1938 zu einer der Hauptfluchtrouten von deutschen und österreichischen Juden nach Shanghai, da dort keine Auswanderungsvisa vorgeschrieben waren. Während des Italienisch-Äthiopischen Kriegs 1935/36 diente die Conte Rosso vorübergehend als italienischer Truppentransporter. Während dieser Zeit übernahm die Victoria (13.098 BRT) des Lloyd Triestino die Route der Conte Rosso.

## Versenkung
Im Zweiten Weltkrieg wurde die  Conte Rosso erneut als Truppentransporter verwendet. Am 24. Mai 1941 wurde sie 16 km östlich der Küste von Sizilien auf einer Reise von Neapel nach Tripolis von dem britischen U-Boot HMS Upholder unter dem Kommando von Lieutenant Commander David Wanklyn durch zwei Torpedos versenkt. Die Conte Rosso befand sich zu dem Zeitpunkt in Begleitung von Torpedobooten, Zerstörern und Schlachtkreuzern. Sie sank in nur zehn Minuten. Von den 2729 italienischen Besatzungsmitgliedern und Soldaten an Bord  kamen 1291 ums Leben, darunter 37 Offiziere. Es wurden nur 239 Leichen geborgen. Das Schiff sank auf der Position 36°41' Nord, 15°42' Ost.